# Кримінальна відповідальність юридичних осіб
Кримінальна відповідальність юридичних осіб – законодавчо закріплена можливість застосування кримінальних санкцій щодо юридичних осіб у разі вчинення ними (тобто їх керівниками або представниками)  в інтересах цих юридичних осіб кримінального правопорушення (злочину). У такому разі законодавством юридична особа визнається суб’єктом злочину. Кримінальна відповідальність юридичних осіб передбачена законодавством окремих держав, перелік яких постійно розширюється. У випадку, коли кримінальне законодавство певної держави не визначає юридичну особу суб’єктом злочину, але цим законодавством передбачена можливість застосування  кримінальних санкцій до таких осіб, мова йде про т. зв. квазікримінальну (адміністративно-кримінальну) відповідальність (Австрія, Албанія, Німеччина, Італія, Україна).

## Історія
В історії кримінального права ставлення до кримінальної відповідальності юридичних осіб періодично змінювалося. Так, за римським кримінальним правом суб'єктом кримінальної відповідальності міг бути будь-хто, їй не підлягали лише боги. Тобто за умов вчинення забороненої дії покарання могло бути застосоване і до товариств (societas) — прообразів юридичних осіб.
Відповідно до Закону «Про Представника Президента України», що діяв з 5 березня 1992 до 12 червня 1997 Представниками Президента України називалися глави місцевих державних адміністрацій відповідно в області, містах Києві, Севастополі, районі, районі міст Києва і Севастополя. Стаття 17 цього Закону визначала, що Представник Президента України є юридичною особою, а статтею 12 було передбачено можливість притягнення Представника Президента України до кримінальної або адміністративної відповідальності у судовому порядку з обов'язковим повідомленням Президента України про обставини, які стали підставою для цього.